# Большерагозинское сельское поселение
Большерагозинское се́льское поселе́ние — упразднённое в 2013 году муниципальное образование Краснохолмского района Тверской области.
Большерагозинское сельское поселение было образовано в соответствии с законом Тверской области от 28 февраля 2005 г. № 32-ЗО. Включило в себя территории Глунцовского и Юровского сельских округов.
Центр поселения — деревня Большое Рагозино.
Законом Тверской области от 28 марта 2013 года № 17-ЗО Барбинское сельское поселение, Большерагозинское сельское поселение и Высокушинское сельское поселение были преобразованы путём объединения во вновь образованное муниципальное образование Барбинское сельское поселение Краснохолмского района Тверской области. Центр поселения — деревня Барбино.

## География
- Общая площадь: 112,5 км²
- Нахождение: южная часть Краснохолмского района.

## Население
По данным на момент создания, на территориях поселения проживало 956 жителей, на 01.01.2012 — 752 человека.

## Населенные пункты
В состав Большерагозинского сельского поселения в соответствии было включено 19 населённых пунктов:
| №  | Тип нп | Название         | Население (2008 год) |
| -- | ------ | ---------------- | -------------------- |
| 1  | дер.   | Анисимово        | 43                   |
| 2  | дер.   | Большое Рагозино | 110                  |
| 3  | дер.   | Василево         | 0                    |
| 4  | дер.   | Давыдово         | 0                    |
| 5  | дер.   | Дор              | 11                   |
| 6  | дер.   | Желобни          | 106                  |
| 7  | дер.   | Кузьминское      | 2                    |
| 8  | дер.   | Коробово         | 141                  |
| 9  | дер.   | Малое Рагозино   | 31                   |
| 10 | дер.   | Мокрени          | 31                   |
| 11 | дер.   | Могочи           | 6                    |
| 12 | дер.   | Муравьево        | 23                   |
| 13 | дер.   | Нави             | 75                   |
| 14 | дер.   | Рудихово         | 2                    |
| 15 | дер.   | Раменье          | 54                   |
| 16 | дер.   | Ременники        | 87                   |
| 17 | дер.   | Фролятино        | 4                    |
| 18 | пос.   | Северный         | 7                    |
| 19 | дер.   | Юрово            | 144                  |